# Marco Vitruvio Pollione
Marco Vitruvio Pollione (in latino Marcus Vitruvius Pollio; 80 a.C. circa – dopo il 15 a.C. circa) è stato un architetto e scrittore romano, attivo nella seconda metà del I secolo a.C., considerato il più famoso teorico dell'architettura di tutti i tempi. Il suo trattato De Architectura è stato il fondamento dell'architettura occidentale fino alla fine del XIX secolo.

## Biografia

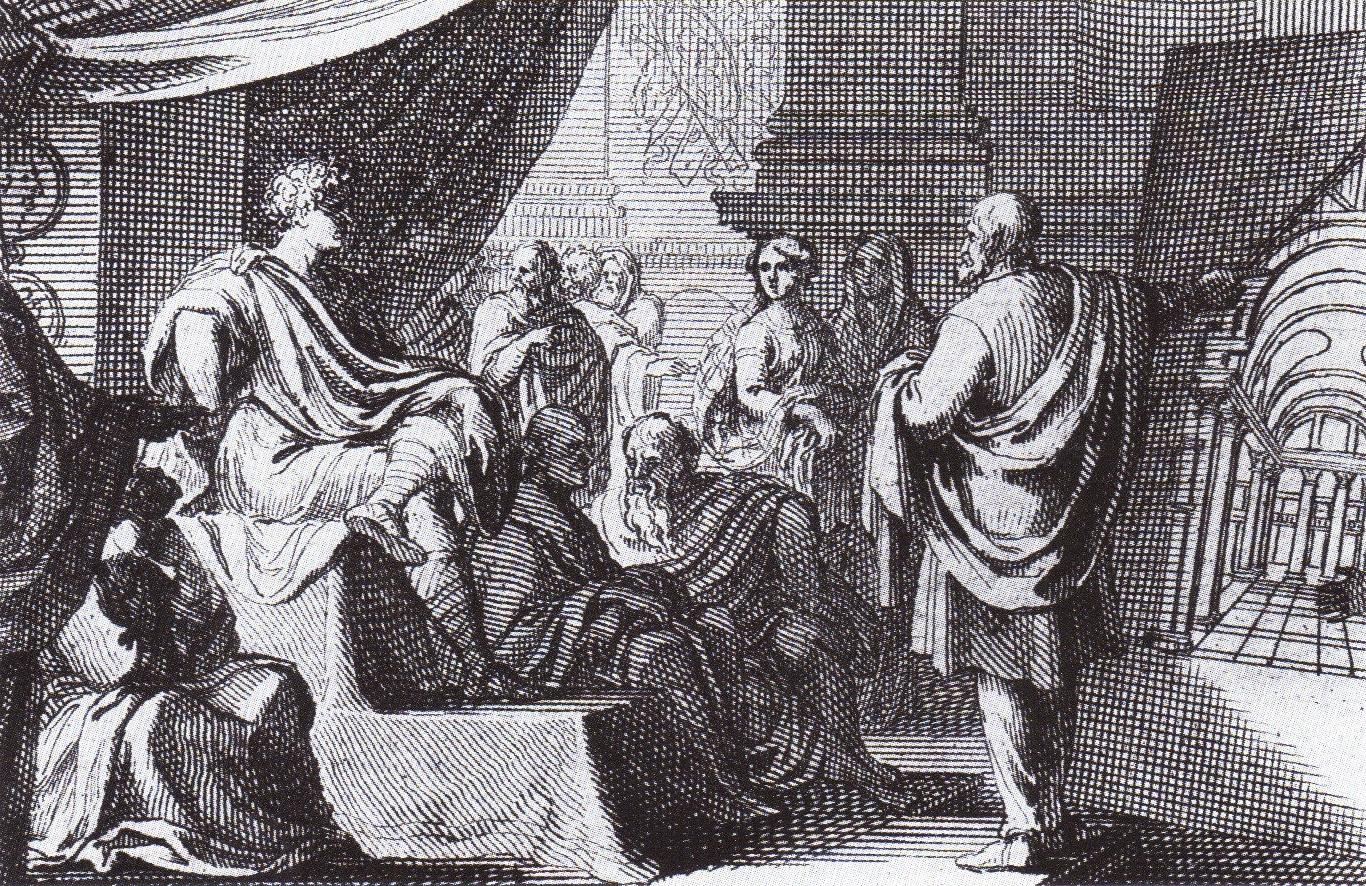
Vitruvio presenta ad Augusto il De Architectura in una stampa del 1684

Il luogo di nascita è controverso: di volta in volta sono state indicate le città di Roma, Fano, Fondi, Verona, Formia, l'area campana o, fuori d'Italia, anche la Numidia, senza tuttavia alcuna certezza.
Anche dello svolgersi della sua vita si hanno scarse notizie, tutte dedotte da note autobiografiche inserite nel suo trattato. Dovrebbe essere stato ufficiale sovrintendente delle macchine da guerra per Giulio Cesare e poi architetto-ingegnere per Augusto. L'unica opera che egli stesso scrive di aver progettato e costruito è la basilica di Fano.
Dopo essersi ritirato, avendo ottenuta una pensione, si dedicò alla stesura del trattato De architectura, proprio mentre il princeps Augusto si dedicava a un programma di sviluppo edilizio.

### De architectura

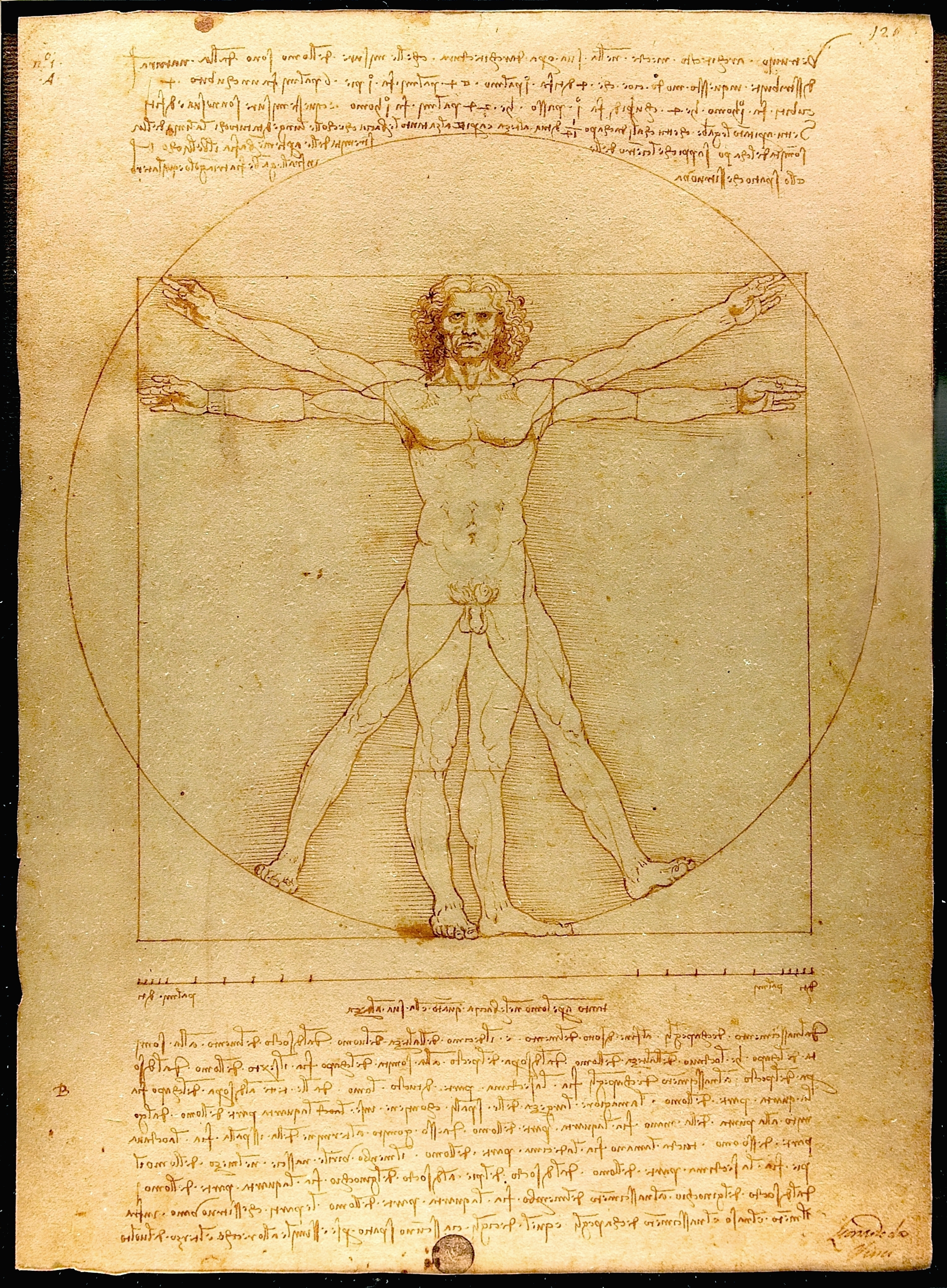
L'uomo vitruviano di Leonardo da Vinci. Rappresentazione basata sugli studi condotti da Vitruvio sulle proporzioni del corpo umano.

L'importanza di Vitruvio è dovuta al suo trattato De architectura (Sull'architettura), in 10 libri, dedicato ad Augusto (che gli aveva concesso una pensione), scritto probabilmente tra il 29 e il 23 a.C. La stesura dell'opera avvenne negli stessi anni in cui Augusto aveva in mente un rinnovamento generale dell'edilizia pubblica e mirava probabilmente a ingraziarsi l'imperatore, a cui l'autore si rivolge direttamente in ciascuna delle introduzioni preposte ad ogni libro.
Il De architectura è l'unico testo latino di architettura integro e pertanto il più importante, tra i pochi giunti, in modo più o meno frammentario, fino a noi; l'influenza sulla cultura occidentale è dovuta soprattutto a questa sua unicità. Tuttavia l'influenza dell'opera di Vitruvio sui suoi contemporanei sembra sia stata molto limitata, anche perché il suo trattato fu scritto in un momento in cui l'architettura greca stava per rinnovarsi profondamente con le grandi costruzioni in laterizio e l'utilizzo di volte e cupole, di cui Vitruvio praticamente non si occupa. D'altro canto, la sua autorità in campo tecnico e architettonico è testimoniata dai riferimenti alla sua opera presenti negli autori successivi come Frontino.
Pare che il trattato non abbia esercitato alcuna influenza sull'architettura per tutto il medioevo, anche se suscitò interesse filologico, per esempio alla corte di Carlo Magno e poi, in seguito, in Petrarca, che annotò di sua mano una copia oggi conservata alla Biblioteca Bodleiana dell'Università di Oxford, e in Boccaccio, che ne possedeva una copia. Visto che altre copie sono documentate in Italia a fine Trecento, perde credito il mito della riscoperta fatta nel 1414 a Montecassino da Poggio Bracciolini che comunque deve averne rinvenuta una copia nelle sue ricerche, forse in area tedesca, contribuendo così alla sua diffusione.

## Fortuna rinascimentale

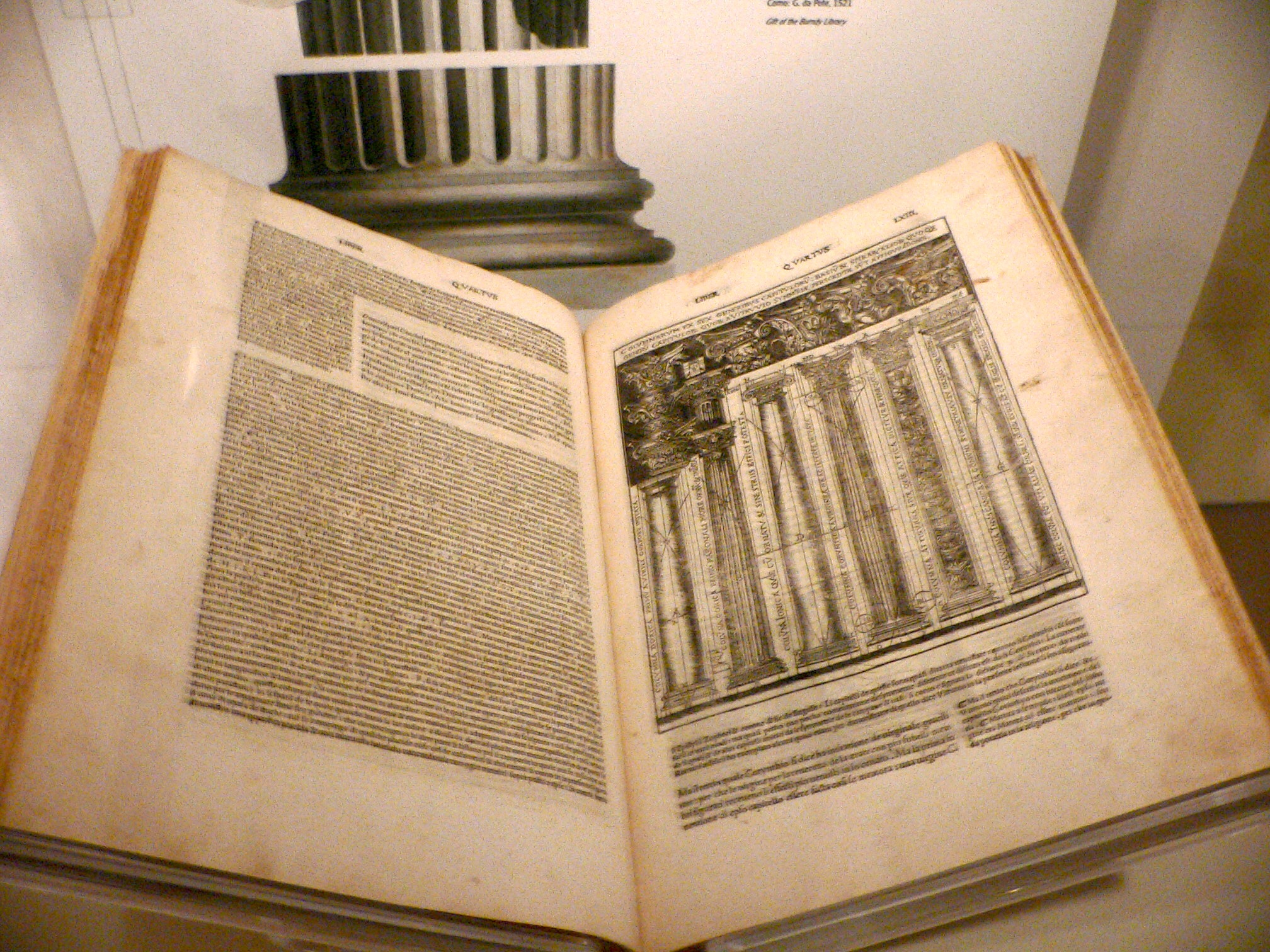
Un'edizione in italiano del De architectura del 1521, tradotta e illustrata da Cesare Cesariano.

Nel XV secolo la conoscenza e l'interesse per Vitruvio crebbero sempre di più, soprattutto per merito di architetti e umanisti come Lorenzo Ghiberti, Leon Battista Alberti, Francesco di Giorgio Martini, Raffaello, Fabio Calvo, Paolo Giovio, fra Giocondo da Verona. Nel 1486 il trattato fu pubblicato a stampa per la prima volta da Sulpicio da Veroli. Nel 1521 uscì la prima edizione tradotta in italiano da Cesare Cesariano. Subito dopo apparvero varie traduzioni ed edizioni negli altri paesi europei.

### Accademia vitruviana
Nel 1542 circa fu fondata l'Accademia vitruviana della Virtù, su impulso dell'umanista senese Claudio Tolomei, sotto la protezione del cardinale Ippolito de' Medici. L'associazione intendeva contribuire al fervore teorico che animava la riflessione dei protagonisti dell'arte e dell'architettura rinascimentale: il cosiddetto "dibattito vitruviano", o "questione vitruviana", vale a dire quello sforzo conoscitivo collettivo che spingeva artisti, eruditi e appassionati alla riappropriazione dell'eredità dell'arte greco-romana e dell'architettura classico-romana, anche attraverso la lettura, l'interpretazione e il commento del trattato latino De Architectura. Fu presieduta dall'erudito Marcello Cervini, appassionato di alchimia e architettura e futuro papa con il nome di Marcello II e si avvalse del sostegno di una schiera di intellettuali e artisti del Rinascimento italiano, come il Vignola, Bernardino Maffei, Guillaume Philandrier detto il Filandro, Alessandro Manzuoli, Luca Contile, Annibal Caro, Marc'Antonio Flaminio, Francesco Maria Molza e Gaietta.
A partire dal XV secolo, il trattato è stato uno dei fondamenti teorici dell'architettura occidentale sino alla fine del XIX secolo.

## Opere

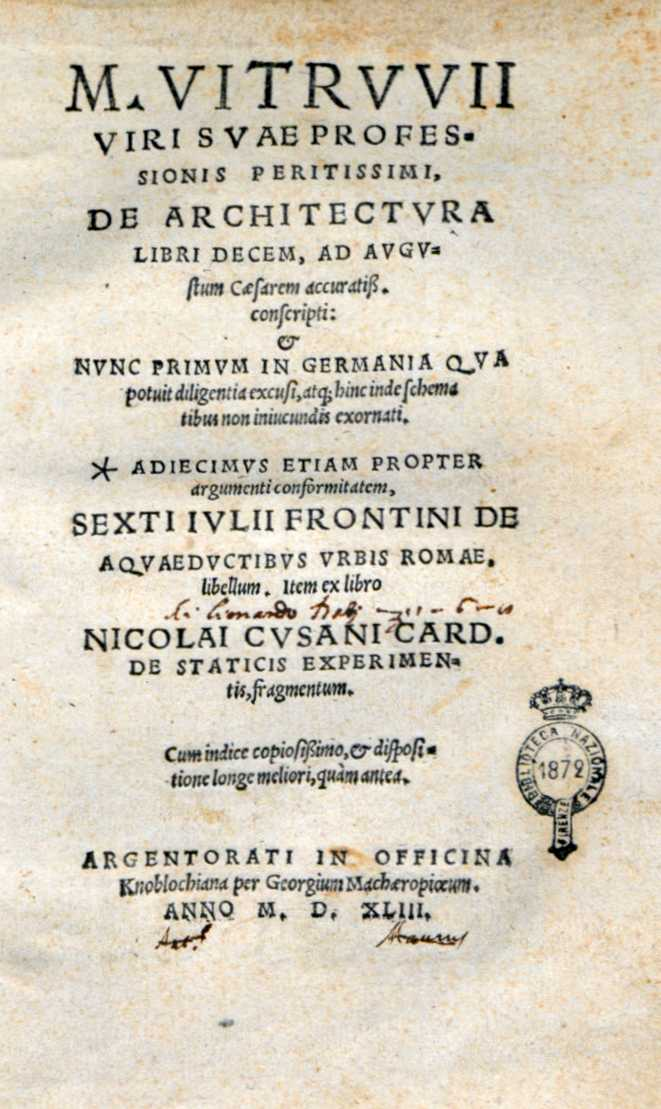
De architectura (1543).

- (LA) De architectura, Venezia, Cristoforo Pensi, 1495-1496.
- (LA) De architectura, Strasbourg, Georg Messerschmidt, 1543.